# Today’s Empires, Tomorrow’s Ashes
Today’s Empires, Tomorrow’s Ashes to trzeci studyjny album Propagandhi.

## Lista utworów
1. „Mate Ka Moris Ukun Rasik An” (Niepodległość albo śmierć) – 3:03
2. „Fuck the Border” – 1:31
3. „Today’s Empires, Tomorrow’s Ashes” – 2:37
4. „Back to the Motor League” (mp3) – 2:40
5. „Natural Disasters” – 2:04
6. „With Friends Like These, Who the Fuck Needs COINTELPRO?” – 3:23
7. „Albright Monument, Baghdad” – 2:27
8. „Ordinary People Do Fucked-Up Things when Fucked-Up Things Become Ordinary” – 2:17
9. „Ladies' Nite in Loserville” – 1:45
10. „Ego Fum Papa (I am the Pope)” – 1:38
11. „New Homes for Idle Hands” – 1:44
12. „Bullshit Politicians” – 1:33
13. „March of the Crabs” – 1:56
14. „Purina Hall of Fame” – 4:43